# Juan Carlos Aramburu
Juan Carlos Aramburu (Reducción, 11. veljače 1912. – Buenos Aires, 18. studenog 2004.), je bio argentinski rimokatolički kardinal i nadbiskup Buenos Airesa.

## Životopis
Aramburu je rođen u ruralnom mjestu Reducción, u pokrajini Córdoba u Argentini. Studirao je u sjemeništu u Cordobi te na Papinskom sveučilištu Gregoriana u Rimu. Za svećenika je zaređen 1934. godine. Naslovnim biskupom Plataea i pomoćnim biskupom Tucumána je postao 1946. godine.
Aramburu je tako postao drugi najmlađi biskup u povijesti katoličke Crkve u Argentini. Za svoga života posvetio je deset biskupa. Od 1957. prvi je nadbiskup Tucumána. Osnovao je deset novih župa u ovoj biskupiji i velik broj crkava. Za geslo je imao Dođi kraljevstvo tvoje (lat. Adveniat regnum tuum). Sudjelovao je na Drugom vatikanskom saboru u razdoblju od 1962. do 1965.
Godine 1967. imenovan je nadbiskupom koadjutorom Buenos Airesa, a 22. travnja 1975. postaje nadbiskupom, naslijedivši Antonia Caggiana. Uzdignut je na naslov kardinala godinu dana kasnije, 24. svibnja 1976. godine.